# Ramsar
Ramsar is een stad in Iran, gelegen aan de Kaspische Zee, in de provincie Māzandarān. Er zijn veel warmwaterbronnen met hoge natuurlijke radiumconcentratie.
Ramsar is ook bekend door de internationale conferentie inzake draslanden (Engels: wetlands) en watervogels die er in 1971 plaatsvond en die beter bekendstaat als de "Conventie van Ramsar".